# Ilha Sirri

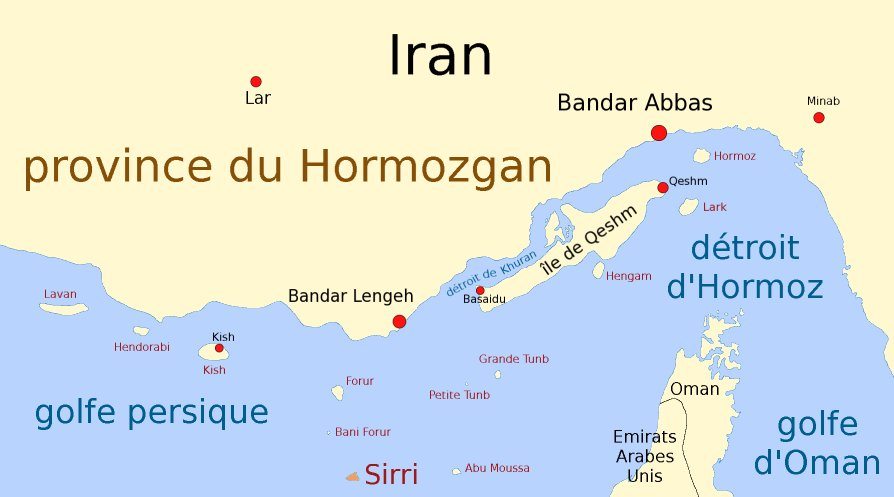
Ilha Sirri, num mapa do golfo Pérsico em francês.

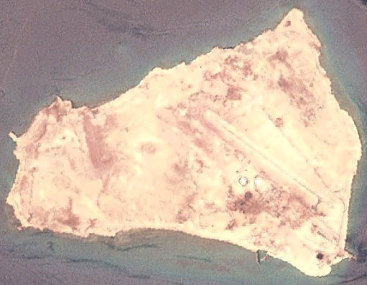
Sirri em imagem de satélite

Sirri (em persa, جزیره سیری, Jazīreh-ye Sīrrī) é uma ilha iraniana no golfo Pérsico. Tem uma área de 17,3 km² e está situada a 76 km do porto de Bandar Lengeh e a 50 km a oeste de Abu Musa. É uma das seis ilhas do grupo de Abu Musâ (província de Hormozgan). O ponto mais alto da ilha está a 33 m de altitude. Tal como outras ilhas do golfo, desfruta de um clima húmido e temperado. Sirri era o lugar onde se encontrava uma plataforma petrolífera que ficou destruída por forças navais dos Estados Unidos durante a Operação Praying Mantis de 18 de abril de 1988, entretanto reconstruída.
Nos últimos anos há diversos projetos industriais em construção na ilha, como a construção de dois gigantescos tanques de reserva de petróleo cada um com capacidade para 500 000 barris.